# خوان اراندا
خوان اراندا (انگلیسی: Juan Aranda؛ زادهٔ ۲۴ ژوئیهٔ ۱۹۸۸) بازیکن فوتبال اهل اسپانیا است.
از باشگاه‌هایی که در آن بازی کرده‌است می‌توان به باشگاه فوتبال رکریتیوو اوئلوا و باشگاه فوتبال کادیس اشاره کرد.